# Чемпионат мира по борьбе 2023

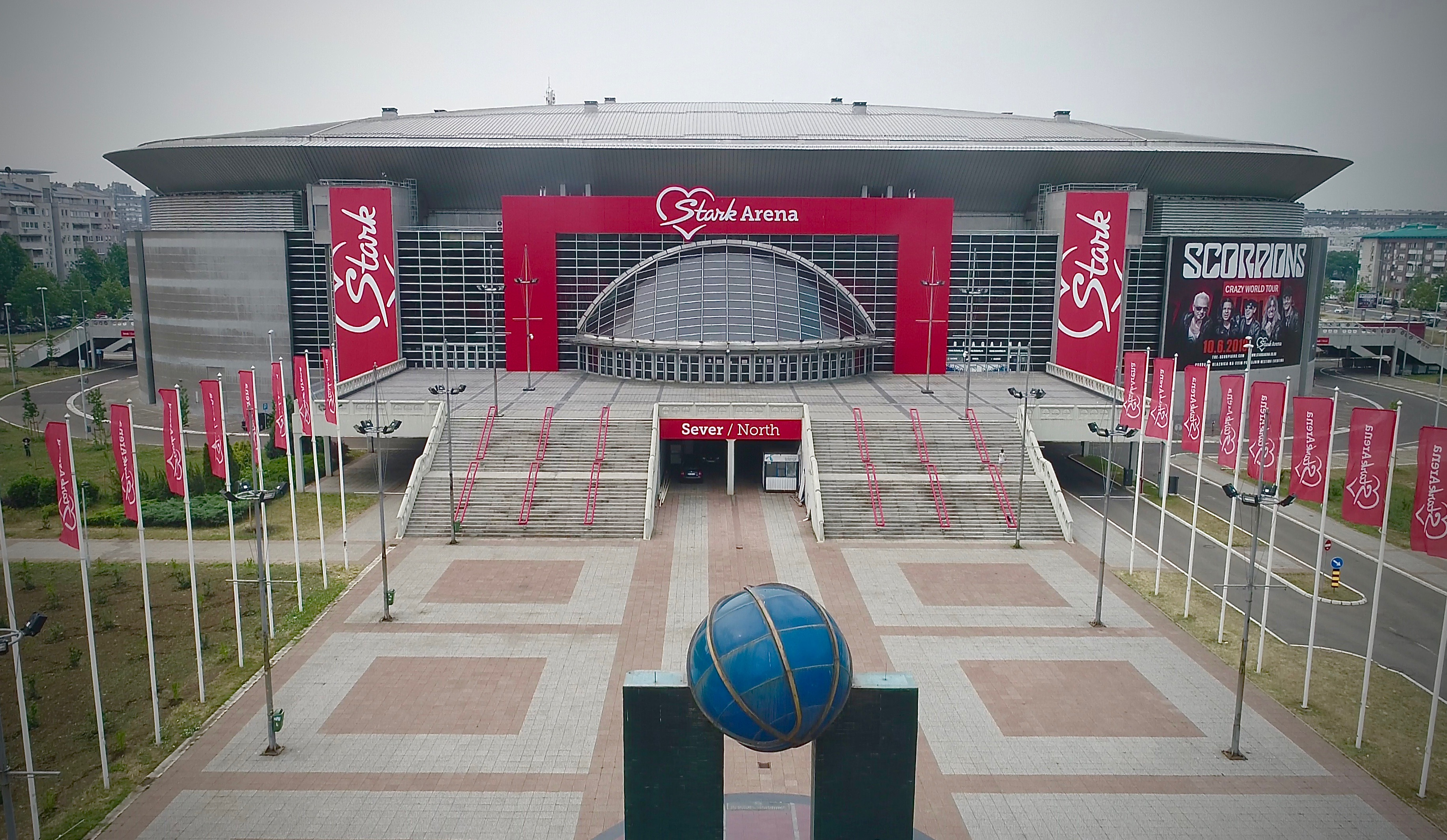
Спорткомплекс «Штарк Арена»

Чемпионат мира по борьбе 2023 года проходил во второй раз подряд в Белграде (Сербия) с 16 по 24 сентября. В программе чемпионата соревнования по вольной, греко-римской и женской борьбе. В каждом виде борьбы были разыграны медали в десяти весовых категориях.   
Российские и белорусские борцы допущены до участия в соревнованиях в качестве нейтральных атлетов. Федерация борьбы Индии не уложилась в установленный UWW срок переизбрания на пост нового президента, после скандала с отстранением от должности предыдущего президента ассоциации Бриджа Бхушана Шарана Сингха, обвиняемого в сексуальных домогательствах. Предполагалось, что члены этой сборной также будут представлены под нейтральным флагом.
Первоначально чемпионат планировалось провести в России, но в ноябре 2022 года в соответствии с рекомендацией Международного олимпийского комитета было выбрано другое место проведения. 
По результатам турнира по пять спортсменов в 18 олимпийских весовых категорий по всем трём видам борьбы получат олимпийские лицензии для участие в летних Олимпийских играх 2024 года.

## Медальный зачёт
*   Принимающая страна (Сербия)
| Место           | Страна                | Золото | Серебро | Бронза | Всего |
| --------------- | --------------------- | ------ | ------- | ------ | ----- |
| 1               | Япония                | 6      | 3       | 3      | 12    |
| 2               | США                   | 4      | 3       | 7      | 14    |
| 3               | Кыргызстан            | 3      | 1       | 1      | 5     |
| 4               | Азербайджан           | 2      | 5       | 0      | 7     |
| 5               | Иран                  | 2      | 3       | 4      | 9     |
| –               | Нейтральный атлет [1] | 2      | 2       | 3      | 7     |
| 6               | Турция                | 2      | 1       | 4      | 7     |
| 7               | Венгрия               | 2      | 1       | 0      | 3     |
| 8               | Куба                  | 2      | 0       | 1      | 3     |
| 9               | Грузия                | 1      | 3       | 2      | 6     |
| 10              | Сербия*               | 1      | 0       | 4      | 5     |
| 11              | Китай                 | 1      | 0       | 3      | 4     |
| 12              | Казахстан             | 1      | 0       | 2      | 3     |
| 13              | Франция               | 1      | 0       | 1      | 2     |
| 14              | Бахрейн               | 1      | 0       | 0      | 1     |
| 15              | Монголия              | 0      | 3       | 0      | 3     |
| 16              | Армения               | 0      | 1       | 4      | 5     |
| 16              | Украина               | 0      | 1       | 4      | 5     |
| 18              | Молдова               | 0      | 1       | 2      | 3     |
| 19              | Пуэрто-Рико           | 0      | 1       | 0      | 1     |
| 20              | Болгария              | 0      | 0       | 3      | 3     |
| 21              | Норвегия              | 0      | 0       | 2      | 2     |
| 21              | Узбекистан            | 0      | 0       | 2      | 2     |
| 23              | Албания               | 0      | 0       | 1      | 1     |
| 23              | Германия              | 0      | 0       | 1      | 1     |
| 23              | Египет                | 0      | 0       | 1      | 1     |
| 23              | Колумбия              | 0      | 0       | 1      | 1     |
| 23              | Нигерия               | 0      | 0       | 1      | 1     |
| 23              | Сан-Марино            | 0      | 0       | 1      | 1     |
| 23              | Чехия                 | 0      | 0       | 1      | 1     |
| 23              | Эквадор               | 0      | 0       | 1      | 1     |
| Всего стран: 30 | Всего стран: 30       | 31     | 29      | 60     | 120   |

## Медалисты

### Вольная борьба
| Весовая категория | Золото                            | Серебро                               | Бронза                                                       |
| ----------------- | --------------------------------- | ------------------------------------- | ------------------------------------------------------------ |
| до 57 кг          | Стеван Мичич · Сербия             | Рэй Хигути · Япония                   | Арсен Арутюнян · Армения Зелимхан Абакаров · Албания         |
| до 61 кг          | Виталий Аруджау · США             | Абасгаджи Магомедов Нейтральный атлет | Тайырбек Жумашбек уулу · Кыргызстан Шота Фартенадзе · Грузия |
| до 65 кг          | Исмаил Мусукаев · Венгрия         | Себастьян Ривера · Пуэрто-Рико        | Шамиль Мамедов · Нейтральный атлет Вазген Теванян · Армения  |
| до 70 кг          | Зеин Ризерфорд · США              | Амир Яздани · Иран                    | Рамазан Рамазанов · Болгария Армен Андреасян · Армения       |
| до 74 кг          | Заурбек Сидаков Нейтральный атлет | Кайл Дэйк · США                       | Хетаг Цаболов · Сербия Даити Такатани · Япония               |
| до 79 кг          | Ахмед Усманов Нейтральный атлет   | Владимир Гамкрелидзе · Грузия         | Мохаммад Ноходи · Иран Василий Михайлов · Украина            |
| до 86 кг          | Дэвид Тейлор · США                | Хасан Яздани · Иран                   | Майлз Амин · Сан-Марино Азамат Даулетбеков · Казахстан       |
| до 92 кг          | Ризабек Айтмухан · Казахстан      | Осман Нурмагомедов · Азербайджан      | Фейзулла Актюрк · Турция Захид Валенсия · США                |
| до 97 кг          | Ахмед Тажудинов · Бахрейн         | Магомедхан Магомедов · Азербайджан    | Кайл Снайдер · США Гиви Мачарашвили · Грузия                 |
| до 125 кг         | Амир Хоссейн Заре · Иран          | Гено Петриашвили · Грузия             | Таха Акгюль · Турция Мэйсон Пэррис · США                     |

### Греко-римская борьба
| Весовая категория | Золото                                      | Серебро                        | Бронза                                                       |
| ----------------- | ------------------------------------------- | ------------------------------ | ------------------------------------------------------------ |
| до 55 кг          | Эльдениз Азизли · Азербайджан               | Нугзари Цурцумия · Грузия      | Пуя Дадмарз · Иран Ясурбек Ортикбоев · Узбекистан            |
| до 60 кг          | Жоломан Шаршенбеков · Кыргызстан            | Кэнъитиро Фумита · Япония      | Цао Лиго · Китай Исломжон Бахромов · Узбекистан              |
| до 63 кг          | Лери Абуладзе · Грузия                      | Мурад Мамедов · Азербайджан    | Энес Башар · Турция Георгий Тибилов · Сербия                 |
| до 67 кг          | Луис Орта · Куба                            | Хасрат Джафаров · Азербайджан  | Мате Немеш · Сербия Мохаммад Реза Гераеи · Иран              |
| до 72 кг          | Ибрагим Ганем · Франция                     | Роберт Фрич · Венгрия          | Сельчук Кан · Турция Али Арсалан · Сербия                    |
| до 77 кг          | Акжол Махмудов · Кыргызстан                 | Санан Сулейманов · Азербайджан | Малхас Амоян · Армения Нао Кусака · Япония                   |
| до 82 кг          | Рафик Гусейнов · Азербайджан                | Алиреза Мохмади · Иран         | Ярослав Фильчаков · Украина Ауэс Гонибов · Нейтральный атлет |
| до 87 кг          | Али Ченгиз · Турция Давид Лошонци · Венгрия |                                | Жан Беленюк · Украина Семён Новиков · Болгария               |
| до 97 кг          | Габриэль Росильо · Куба                     | Артур Алексанян · Армения      | Артур Омаров · Чехия Мохаммадхади Сарави · Иран              |
| до 130 кг         | Амин Мирзазаде · Иран                       | Рыза Каяалп · Турция           | Абделлатиф Мохамед · Египет Оскар Пино · Куба                |

### Женская борьба
| Весовая категория | Золото                          | Серебро                               | Бронза                                                  |
| ----------------- | ------------------------------- | ------------------------------------- | ------------------------------------------------------- |
| до 50 кг          | Юи Сусаки · Япония              | Долгоржавин Отгонжаргал · Монголия    | Фэн Цзыци · Китай Сара Хильдебрандт · США               |
| до 53 кг          | Акари Фудзинами · Япония        | Ванесса Колодинская Нейтральный атлет | Лусия Епес · Эквадор Антим Пангал · Нейтральный атлет   |
| до 55 кг          | Харуна Окуно · Япония           | Джакарра Винчестер · США              | Мариана Драгуцан · Молдова Анастасия Блайвас · Германия |
| до 57 кг          | Цугуми Сакураи · Япония         | Анастасия Никита · Молдова            | Одунайо Адекурое · Нигерия Хелен Марулис · США          |
| до 59 кг          | Чжан Ци · Китай                 | Юлия Ткач · Украина                   | Дженнифер Роджерс · США Отелли Хойе · Норвегия          |
| до 62 кг          | Айсулуу Тыныбекова · Кыргызстан | Сакура Мотоки · Япония                | Грейс Буллен · Норвегия Ирина Коляденко · Украина       |
| до 65 кг          | Нонока Одзаки · Япония          | Мэсей Килтей · США                    | Мими Христова · Болгария Ли Ли · Китай                  |
| до 68 кг          | Бусе Тосун · Турция             | Энхсайханы Дэлгэрмаа · Монголия       | Кумба Ларрок · Франция Ирина Рынгач · Молдова           |
| до 72 кг          | Эмит Элор · США                 | Энх-Амарын Даваанасан · Монголия      | Жамиля Бакбергенова · Казахстан Мива Морикава · Япония  |
| до 76 кг          | Юка Кагами · Япония             | Айпери Медет кызы · Кыргызстан        | Татьяна Рентерия · Колумбия Аделайн Грей · США          |